# Jewgienij Tołstikow
Jewgienij Iwanowicz Tołstikow (ros. Евгений Иванович Толстиков, ur. 27 stycznia?/9 lutego 1913 w Tule, zm. 3 grudnia 1987 w Moskwie) – radziecki polarnik, Bohater Związku Radzieckiego (1955).

## Życiorys
Po ukończeniu szkoły średniej pracował jako ślusarz i tokarz, w 1937 ukończył Moskiewski Instytut Hydrometeorologiczny i został skierowany do pracy w arktycznej stacji polarnej „Mys Szmidta”. Podczas wojny z Niemcami pracował przy hydrometeorologicznym zabezpieczaniu żeglugi na trasie Północnego Szlaku Morskiego i lotów lotnictwa polarnego, m.in. kierował meteorologicznym zabezpieczeniem lotów na trasie Alaska-Krasnojarsk. Od 1943 należał do WKP(b). W 1946 został głównym synoptykiem Gławsiewmorputi (Głównego Zarządu Północnego Szlaku Morskiego), w 1947 obronił pracę kandydacką, w 1949 uczestniczył w ekspedycji powietrznej „Siewier-4”, w latach 1954–1955 był szefem dryfującej stacji arktycznej „Siewierny Polus-4”, która od 8 kwietnia 1954 do 19 kwietnia 1955 przebyła ponad 2400 km. W latach 1957–1959 kierował trzecią radziecką ekspedycją antarktyczną, która przeprowadziła kompleks badań naukowych oraz pokonała trasę od stacji „Mirnyj” do bieguna niedostępności i otworzyła stację polarną „Sowietskaja”. 24 października 1958 wykonał samolotem Ił-12 lot: stacja Mirnyj – stacja Sowietskaja – biegun południowy – stacja McMurdo i z powrotem. W 1963 został zastępcą szefa Głównego Zarządu Gidromietsłużby przy Radzie Ministrów ZSRR, kierował działalnością tej służby w Arktyce, Antarktyce i Wszechoceanie; pod jego kierownictwem została utworzona naukowo-badawcza flota służby hydrometeorologicznej złożona z 12 statków. W 1974 otrzymał tytuł doktora nauk geograficznych i został redaktorem pisma „Meteorologia i Hydrologia”, w latach 1978–1987 był przedstawicielem ZSRR w Komitecie Wykonawczym Międzypaństwowej Komisji Oceanograficznej UNESCO, a od 1983 przewodniczącym Komitetu Oceanograficznego ZSRR. Został pochowany na Cmentarzu Nowodziewiczym.

## Odznaczenia i nagrody
- Złota Gwiazda Bohatera Związku Radzieckiego (29 sierpnia 1955)
- Order Lenina (trzykrotnie)
- Order Czerwonego Sztandaru Pracy
- Order Czerwonej Gwiazdy
- Order „Znak Honoru”
- Nagroda Państwowa ZSRR (1974)
- Order Leopolda II (Belgia, 1959).